# Nils Lindström
Nils Lindström, född cirka 1705, död 2 mars 1788 i Strängnäs, var en svensk violinmakare i Strängnäs. 

## Biografi
Nils Lindström föddes 1705. Han gifte sig 26 december 1727 i Strängnäs med Brita Örnberg (1699–1769). De bodde 1741 på Västerviken nummer 18 i Strängnäs. De hade fick tillsammans barnen Greta (född före 1745) och Brita (född 1729).1780 fick Lindström infinna sig hos rådhusrätten för att inte ha ordnat en bouppteckning efter sin hustru. Lindström avled av ålderdom den 2 mars 1788 i Strängnäs och begravdes den 9 mars samma år.
De fick minst två barn tillsammans. Dottern Greta som troligen flyttade till Barva. Brita bodde kvar hemma till åtminstone 1770-talet. 

## Instrument

### Bevarade instrument
- Altfiol tillverkad 1774 av Lindström. Signerad: Nils Lindström fecit me stregnesiæ 1774. Instrumentet finns på Musikmuseet, Stockholm.[8]

Viola (F917), tillverkad 1774 av Nils Lindström.
Viola (F917), tillverkad 1774 av Nils Lindström.